# Nick Proschwitz
Nick Proschwitz (Weißenfels, 1986. november 28. –) német labdarúgó, az angol Coventry City csatára, kölcsönben a szintén angol Brentfordtól.